# عمران نیازی
عمران نیازی (انگلیسی: Imran Niazi؛ زادهٔ ۱۷ نوامبر ۱۹۸۵) بازیکن فوتبال اهل پاکستان بود.
وی همچنین در تیم‌های ملی فوتبال زیر ۲۳ سال پاکستان، و پاکستان بازی کرده است.